# Snoqualmie Pass
Snoqualmie Pass az Amerikai Egyesült Államok északnyugati részén, Washington állam Kittitas megyéjében elhelyezkedő statisztikai település. A 2010. évi népszámlálási adatok alapján 311 lakosa van.

## Éghajlat
| Hónap                         | Jan.  | Feb.  | Már.  | Ápr. | Máj. | Jún. | Júl. | Aug. | Szep. | Okt. | Nov.  | Dec.  | Év    |
| ----------------------------- | ----- | ----- | ----- | ---- | ---- | ---- | ---- | ---- | ----- | ---- | ----- | ----- | ----- |
| Rekord max. hőmérséklet (°C)  | 15,0  | 15,0  | 17,2  | 24,4 | 30,0 | 32,2 | 38,9 | 33,9 | 32,8  | 26,7 | 17,2  | 17,8  | 38,9  |
| Átlagos max. hőmérséklet (°C) | 0,6   | 1,7   | 4,4   | 7,8  | 11,7 | 15,6 | 19,4 | 20,0 | 16,7  | 10,0 | 2,8   | −0,6  | 9,2   |
| Átlagos min. hőmérséklet (°C) | −4,4  | −3,9  | −2,2  | −0,6 | 2,8  | 5,6  | 8,9  | 9,4  | 7,2   | 2,8  | −2,2  | −5,6  | 1,5   |
| Rekord min. hőmérséklet (°C)  | −23,9 | −23,3 | −17,2 | −8,9 | −6,7 | −2,2 | −1,1 | 1,1  | −3,3  | −8,9 | −20,6 | −29,4 | −29,4 |
| Átl. csapadékmennyiség (mm)   | 308   | 200   | 192   | 134  | 109  | 87   | 39   | 39   | 105   | 199  | 372   | 288   | 2072  |
| Forrás: The Weather Channel   |       |       |       |      |      |      |      |      |       |      |       |       |       |

## Népesség
A település népességének változása:
| Lakosok száma | 201  | 311  | 372  |
|               | 2000 | 2010 | 2020 |

## Pihenés
A térségben nyáron túrázásra és kerékpározásra, télen pedig síelésre és motorosszánok használatára nyílik lehetőség.
A településen található a Boyne Resorts által üzemeltetett The Summit at Snoqualmie síkomplexum, ahol négy pálya található.

## Fordítás
Ez a szócikk részben vagy egészben  a   Snoqualmie Pass, Washington című angol Wikipédia-szócikk ezen változatának fordításán alapul.  Az eredeti cikk szerkesztőit annak laptörténete sorolja fel. Ez a jelzés csupán a megfogalmazás eredetét és a szerzői jogokat jelzi, nem szolgál a cikkben szereplő információk forrásmegjelöléseként.